# سبنسر فيشر
سبنسر فيشر (بالإنجليزية: Spencer Fisher) هو فنان قتال مختلط أمريكي، ولد في 9 مايو 1976 في كاشيرز في الولايات المتحدة.

## وصلات خارجية
- سبنسر فيشر على موقع يو إف سي (الإنجليزية)
- سبنسر فيشر على موقع شيردوغ (الإنجليزية)
- سبنسر فيشر على موقع IMDb (الإنجليزية)
- سبنسر فيشر على موقع قاعدة بيانات الفيلم (الإنجليزية)